# Royal Rumble (1993)
Royal Rumble 1993 est le sixième Royal Rumble, pay-per-view de catch de la World Wrestling Entertainment. Il s'est déroulé le 24 janvier 1993 au ARCO Arena de Sacramento en Californie. C'était le premier Royal Rumble à comprendre la stipulation où le vainqueur décroche un match pour le WWF Championship à WrestleMania.

## Résultats
| #                                                          | Résultats                                                                         | Stipulations                                           | Commentaires                                                         | Durée   |
| ---------------------------------------------------------- | --------------------------------------------------------------------------------- | ------------------------------------------------------ | -------------------------------------------------------------------- | ------- |
| Dark match                                                 | Doink the Clown bat Jim Powers                                                    | Match simple                                           | - Doink a fait abandonner Powers.                                    | 5:57    |
| 1                                                          | The Steiner Brothers (Rick et Scott) battent The Beverly Brothers (Blake et Beau) | Tag team match                                         | - Scott a effectué le tombé sur Blake après un Frankensteiner.       | 10:34   |
| 2                                                          | Shawn Michaels (c) bat Marty Jannetty                                             | Match simple pour le WWF Intercontinental championship |                                                                      | 14:20   |
| 3                                                          | Bam Bam Bigelow bat The Big Boss Man                                              | Match simple                                           | - Bigelow a effectué le tombé sur Boss Man après un diving headbutt. | 10:10   |
| 4                                                          | Bret Hart (c) bat Razor Ramon                                                     | Match simple pour le WWF Championship                  | - Hart a fait abandonner Ramon sur le Sharpshooter.                  | 17:52   |
| 5                                                          | Yokozuna a remporté le royal rumble match                                         | Royal Rumble match                                     | Yokozuna élimine Randy Savage pour remporter le match                | 1:06:35 |
| (c) désigne le champion défendant son titre dans le match. |                                                                                   |                                                        |                                                                      |         |

## Entrées et éliminations du Royal Rumble
Avant le Royal Rumble match, Bobby "The Brain" Heenan introduisait "The Narcissist" Lex Luger.
Un nouvel entrant arrivait approximativement toutes les 1 minute 30.
| #Entrée | Entrant           | #Élimination | Éliminé par                               | Temps   |
| ------- | ----------------- | ------------ | ----------------------------------------- | ------- |
| 1       | Ric Flair         | 4            | Mr. Perfect                               | 18:38   |
| 2       | Bob Backlund      | 28           | Yokozuna                                  | 1:01:10 |
| 3       | Papa Shango       | 1            | Ric Flair                                 | 0:28    |
| 4       | Ted DiBiase       | 13           | The Undertaker                            | 24:55   |
| 5       | Brian Knobbs      | 2            | Ted DiBiase                               | 2:58    |
| 6       | Virgil            | 7            | The Berzerker                             | 17:08   |
| 7       | Jerry Lawler      | 6            | Mr. Perfect                               | 14:35   |
| 8       | Max Moon          | 3            | Jerry Lawler                              | 1:56    |
| 9       | Genichiro Tenryu  | 10           | The Undertaker                            | 13:17   |
| 10      | Mr. Perfect       | 8            | Jerry Lawler, Koko B. Ware et Ted DiBiase | 9:15    |
| 11      | Skinner           | 5            | Mr. Perfect                               | 3:05    |
| 12      | Koko B. Ware      | 11           | Ted DiBiase                               | 8:31    |
| 13      | Samu              | 9            | The Undertaker                            | 4:49    |
| 14      | The Berzerker     | 14           | The Undertaker                            | 5:21    |
| 15      | The Undertaker    | 15           | Giant Gonzales                            | 4:14    |
| 16      | Terry Taylor      | 12           | Ted DiBiase                               | 0:48    |
| 17      | Damien Demento    | 17           | Carlos Colón                              | 12:27   |
| 18      | Irwin R. Schyster | 19           | Earthquake                                | 16:00   |
| 19      | Tatanka           | 20           | Yokozuna                                  | 17:34   |
| 20      | Jerry Sags        | 24           | Owen Hart                                 | 21:50   |
| 21      | Typhoon           | 16           | Earthquake                                | 5:12    |
| 22      | Fatu              | 18           | Bob Backlund                              | 6:32    |
| 23      | Earthquake        | 22           | Yokozuna                                  | 11:00   |
| 24      | Carlos Colón      | 21           | Yokozuna                                  | 7:25    |
| 25      | Tito Santana      | 23           | Yokozuna                                  | 11:01   |
| 26      | Rick Martel       | 27           | Bob Backlund                              | 11:23   |
| 27      | Yokozuna          | -            | Vainqueur                                 | 14:53   |
| 28      | Owen Hart         | 25           | Yokozuna                                  | 5:39    |
| 29      | Repo Man          | 26           | Randy Savage                              | 3:33    |
| 30      | Randy Savage      | 29           | Yokozuna                                  | 9:01    |

- Yokozuna est celui qui a éliminé le plus de catcheurs : 7.
- Rick Martel participait au Rumble pour une sixième année consécutive.
- Giant Gonzales a éliminé Undertaker mais il n'était pas dans le match.
- Bob Backlund est celui qui est resté le plus longtemps dans  le ring avec 1 heure, 1 minute et 10 secondes. Il a battu le record de Ric Flair en 1992 de 59 minutes et 26 secondes.
- Papa Shango est celui qui est resté le moins longtemps dans le ring avec 28 secondes.
- Yokozuna est celui qui a remporté le 6e Royal Rumble. Il décrochait donc un match pour le WWF Championship à Wrestlemania.
- L'adversaire de Yokozuna à Wrestlemania IX était Bret Hart